# Forecar

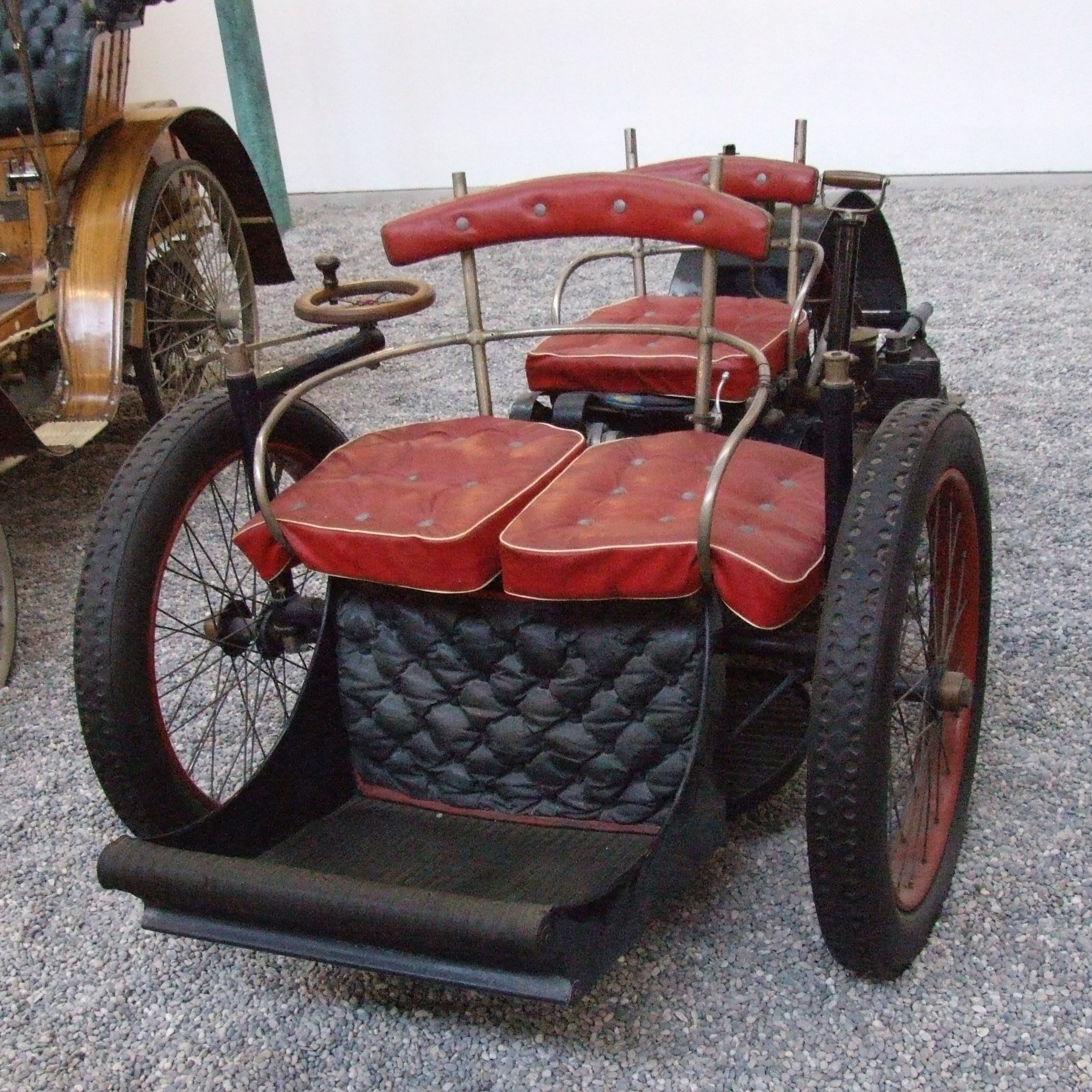
Front eines Forecar von Léon Bollée

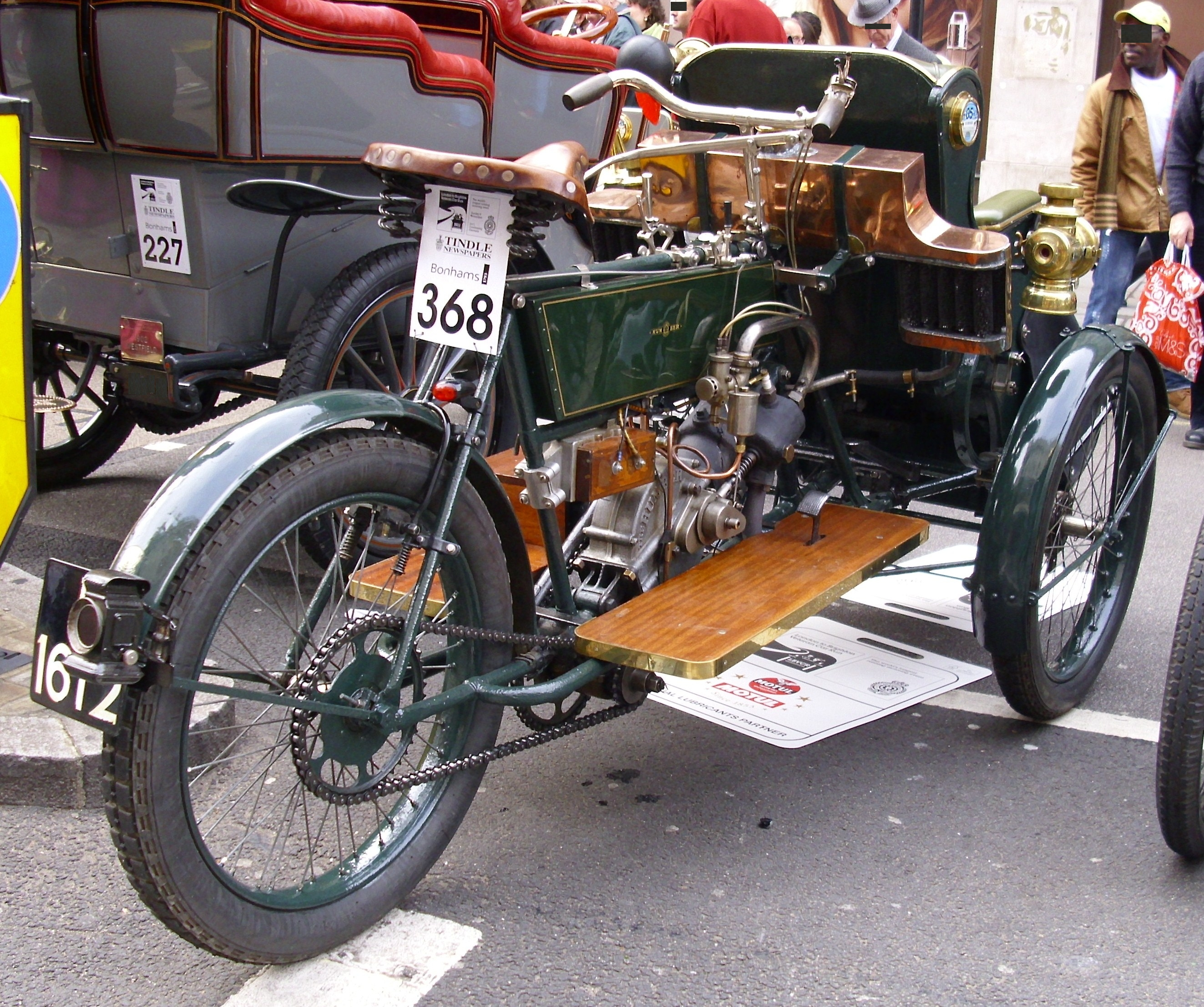
Heck eines Humber Tricar. Die Abstammung vom Motorrad ist gut zu erkennen.

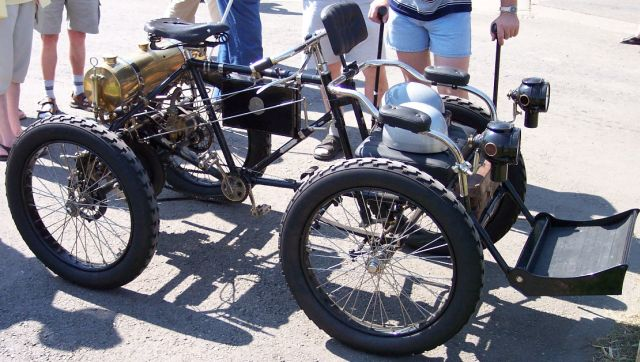
Quadricycle von De Dion-Bouton

Forecar ist eine Automobilbauart aus der Frühzeit des Automobils.

## Bauweise
Forecars wurden von Motorrädern abgeleitet. Der hintere Teil des Fahrzeugs war der eines Motorrads, mitsamt Motorradrahmen, Sattel für den Fahrer und Motor. Ausführungen mit einem Hinterrad hießen Tricar. Es gab aber auch Fahrzeuge mit zwei Hinterrädern, die Quadricycle genannt wurden. Vor dem Lenker befand sich ein Sitz für einen Passagier. Dieser Sitz war oftmals zwischen den beiden Vorderrädern und somit besonders niedrig angebracht. Der Passagier war sozusagen Windschutz und Stoßstange. Es gab auch Nutzfahrzeuge, die eine Ladefläche anstelle des vorderen Sitzes hatten. Viele Motorräder konnten zu Tricars umgebaut werden, indem das Vorderrad durch einen Vorsteckwagen ersetzt wurde. 

## Bauzeit
Léon Bollée konstruierte 1895 sein erstes Tricar. Andere Hersteller folgten. Bereits um 1901 setzten sich leichte, vierrädrige Kleinwagen durch, die auf einer Sitzbank Platz für zwei Personen nebeneinander boten. Auch Motorräder, die wahlweise mit Beiwagen als Motorradgespann ausgestattet werden konnten, verdrängten die Forecars. Nach 1910 verschwand diese Bauweise fast völlig vom Markt. Allerdings fertigte Monet et Goyon das Modell Tri-Monet bis 1941.

## Hersteller von Forecars
Die meisten Forecars wurden in England und Frankreich gefertigt. Unter anderem stellten Advance, Ariel,  Automoto, Bardon, Century, Chenard & Walcker, Contal, De Dion-Bouton, Eagle, Griffon, Humber, Lagonda, Léon Bollée, Monet et Goyon, Perry, Peugeot, Phébus, Rex, Riley, Royal Enfield, Soncin, Waddington und Werner Forecars her. Zu den wenigen deutschen Herstellern gehörten Brennabor, Electra, Fafnir und NSU. Auch Canda und Waltham aus den USA stellten solche Fahrzeuge her.